# TV 2 Filmkanalen
For TV 2 Danmarks filmkanal, se TV 2 Film
TV 2 Filmkanalen var en norsk fjernsynskanal, som viser film. 
TV 2 Filmkanalen startede med at sende søndag 17. september 2006. Den første film, som blev vist, var Daisies in December. Kanalen viser stort set kun film fra 70'erne, 80'erne og 90'erne. Kanalen sender ca. 18 timer i døgnet og viser ca. 420 film om året. Kanalen kan modtages via kabel, parabol, IPTV eller "digitalt bakkenett" (RiksTV). Der arbejdes på at gøre kanalen tilgængelig for flere husstande.
Kanalen stoppet at sende fra 2. Marts 2015 kl. 04:30 og blev erstattet af en ny tv-kanal TV2 Humor, der startede deres visninger kl. 06.00 samme morgen.